# Seznam zimbabvejskih igralcev
Seznam zimbabvejskih igralcev.

## C
- Munya Chidzonga
- Tongayi Chirisa
- Adam Croasdell

## G
- Carole Gray

## I
- Kubi Indi

## L
- Edgar Langeveldt

## M
- Isaac Meli Mabhikwa
- Godwin Mawuru
- Cont Mhlanga
- Aaron Chiwundura Moyo
- Lucian Msamati

## N
- Thandiwe Newton

## T
- Megan Timothy

## W
- Andrew Whaley
- Bart Wolffe